# Metropolia greco-ortodossa di New Jersey

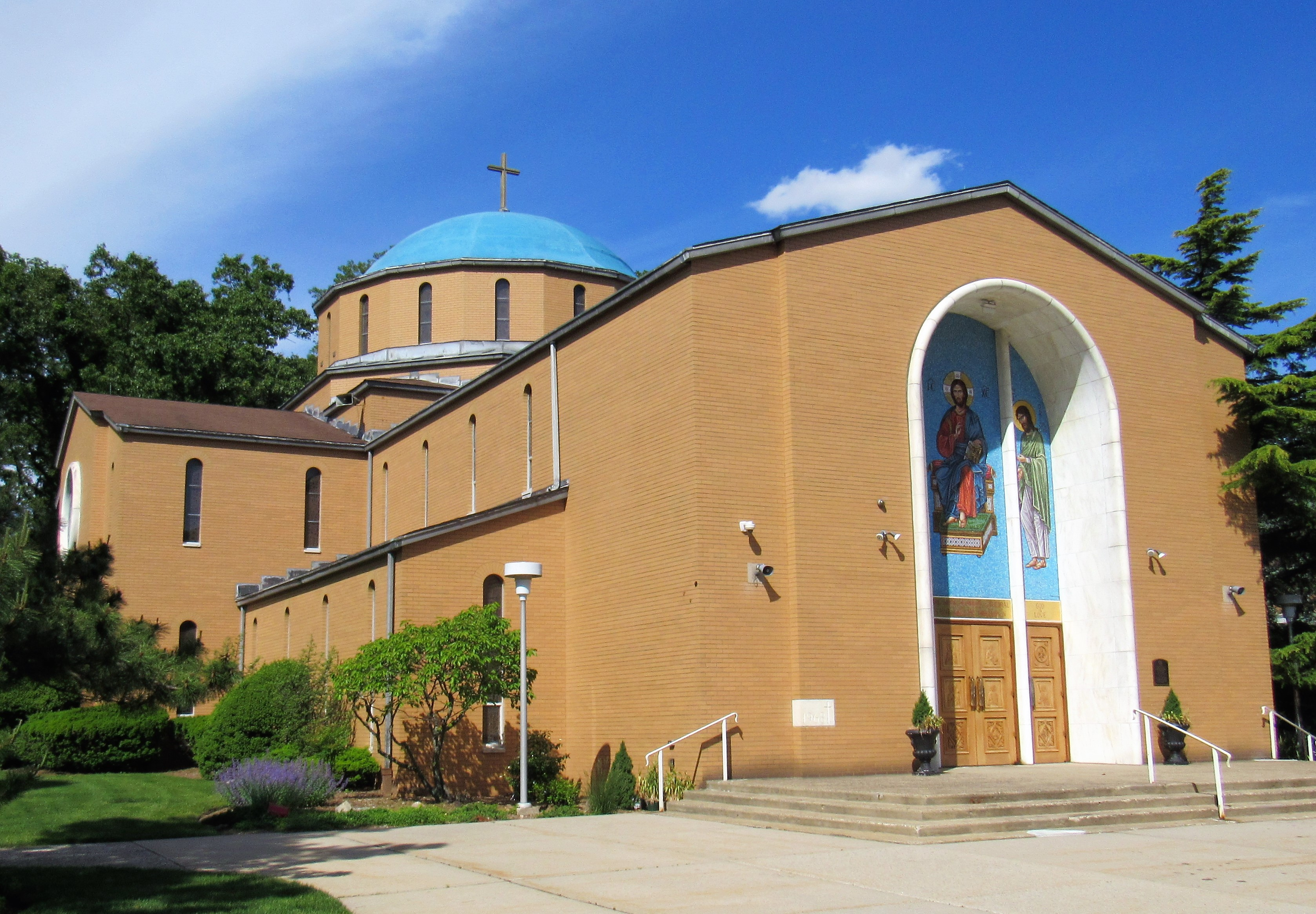
La cattedrale di San Giovanni il Teologo di Tenafly.

La metropolia greco-ortodossa di New Jersey (in inglese:Greek Orthodox Metropolis of New Jersey; in greco: Ιερά Μητρόπολις Νέας Ιερσέης) è una circoscrizione ecclesiastica dell'arcidiocesi greco-ortodossa d'America sotto la guida spirituale e la giurisdizione del patriarcato ecumenico di Costantinopoli.
Dal 2023 è metropolita di New Jersey Apostolos Koufallakis.

## Territorio
La metropolia comprende 5 Stati federati degli Stati Uniti d'America: New Jersey, Delaware, Maryland, Virginia e, in parte, Pennsylvania (l'area metropolitana di Filadelfia).
Sede della metropolia è la città di Westfield. A Tenafly si trova la cattedrale di San Giovanni il Teologo.

## Storia
L'eparchia di New Jersey è stata eretta il 15 marzo 1979 dal Santo Sinodo del patriarcato di Costantinopoli, in occasione della riorganizzazione dell'arcidiocesi greco-ortodossa d'America. Il 20 dicembre 2002 è stata elevata al rango di metropolia.

## Cronotassi[1]
- Silas Koskinas † (15 marzo 1979 - 15 ottobre 1996 dimesso e nominato vescovo titolare di Quaranta Chiese)
- George Papaioannou † (13 marzo 1999 - 22 novembre 1999 deceduto)
- Evangelos Kourounis (10 maggio 2003 - 8 ottobre 2020 eletto metropolita di Sardi)
- Apostolos Koufallakis, dal 24 luglio 2023